# Annona haematantha
Annona haematantha este o specie de plante angiosperme din genul Annona, familia Annonaceae, descrisă de Friedrich Anton Wilhelm Miquel. Conform Catalogue of Life specia Annona haematantha nu are subspecii cunoscute.